# Truyền hình cáp Saigontourist
Công ty Trách nhiệm hữu hạn Truyền hình cáp Saigontourist là công ty trách nhiệm hữu hạn thành lập ngày 27 tháng 8 năm 1992, liên doanh giữa Đài Truyền hình Việt Nam và Tổng Công ty Du lịch Sài Gòn.
SCTV là doanh nghiệp 100% vốn Nhà nước đầu tiên tại Việt Nam được Thủ tướng Chính phủ cho phép nghiên cứu, ứng dụng, thiết kế, đầu tư, thi công khai thác mạng truyền hình cáp hữu tuyến hai chiều, băng thông rộng, sử dụng đa dịch vụ. Đến nay, SCTV đã có hơn 24 kênh tự sản xuất và 1 kênh liên kết, 1 kênh tiêu chuẩn 4K, đã từng hợp tác đầu tư sản xuất với Đài Truyền hình Kỹ thuật số VTC.
Từ năm 2005, SCTV cũng là công ty đầu tiên tại Việt Nam nghiên cứu, ứng dụng và triển khai thành công dịch vụ truy cập Internet băng thông rộng qua mạng truyền hình cáp với thương hiệu SCTVnet.

## Ban Lãnh đạo
- Tổng Giám đốc: Ông Trương Chí Bình.
- Phó Tổng Giám đốc: Ông Lương Quốc Huy.
- Phó Tổng Giám đốc: Ông Hà Tuấn Anh.
- Phó Tổng Giám đốc: Ông Trịnh Hùng Hạnh.
- Phó Tổng Giám đốc: Bà Võ Thị Tố Châu.

## Quá trình phát triển[2]
Ngày 27 tháng 08 năm 1992: Ủy ban nhân dân Thành phố Hồ Chí Minh ban hành Quyết định số 2204/QĐ-UB thành lập Công ty Liên doanh Truyền hình Cáp Sài Gòn (tên tiếng Anh: "Saigontourist Cable Television Co.", viết tắt SCTV) liên doanh giữa Đài Truyền hình Việt Nam và Tổng Công ty Du lịch Sài Gòn, trực thuộc Ủy ban Nhân dân Thành phố Hồ Chí Minh, trụ sở công ty được đặt tại 102 Nguyễn Huệ, Quận 1.

 
Ngày 17 tháng 5 năm 1993: Đài phát sóng MMDS được lắp đặt tại Khách sạn Hữu Nghị (PALACE) 56 - 66 Nguyễn Huệ - Quận 1, Thành phố Hồ Chí Minh, phát sóng liên tục 24 giờ/ngày, bán kính phủ sóng 10 Km (Ăngten cao 65 mét) và bước đầu SCTV thực hiện khai thác, kinh doanh - dịch vụ truyền hình cáp tại các khách sạn thuộc Công ty Du lịch Thành phố Hồ Chí Minh.

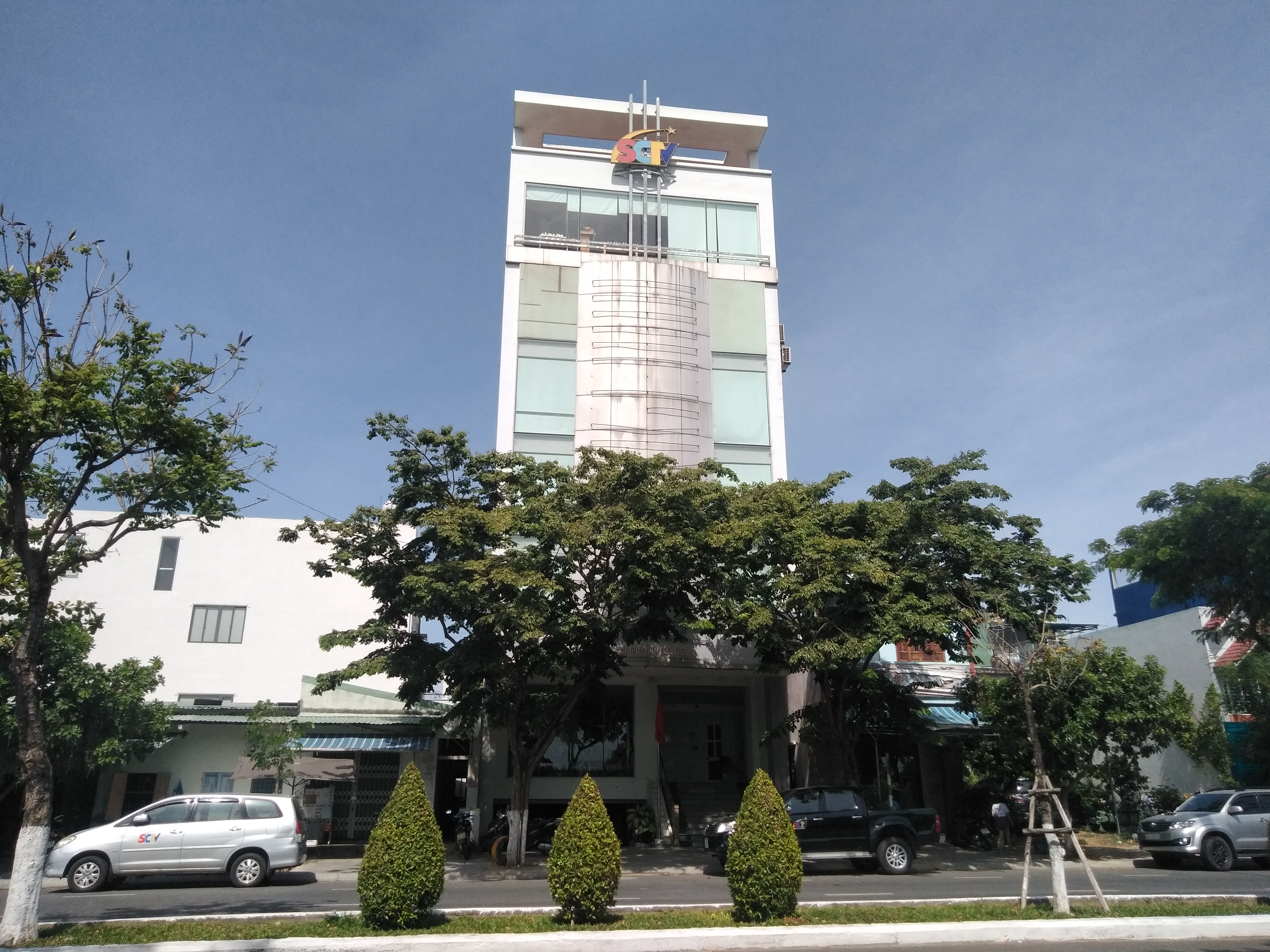
Trụ sở của SCTV tại Đà Nẵng.

Đầu tháng 12 năm 1994: Ủy ban nhân dân Thành phố Hồ Chí Minh ban hành số Quyết định 08/QĐ-UB thành lập doanh nghiệp nhà nước: "Công ty Truyền hình Cáp Saigontourist" (SCTV).
Tháng 4 năm 1995: đài MMDS được lắp đặt tại số 1 Quang Trung, Phường Đông Hưng Thuận, Quận 12, Thành phố Hồ Chí Minh. Đài phát 13 kênh, 50W/kênh, bán kính phủ sóng 50 Km.
Tháng 12/1999: SCTV chuyển trụ sở về 31-33 Đinh Công Tráng, Quận 1, bước đầu triển khai xây dựng Trung tâm Thu - Phát sóng (HEADEND) 
Năm 2001: SCTV đạt con số khai thác khách hàng trên 100.000 hộ thuê bao truyền hình cáp. 
Năm 2004: Hợp tác với Trung tâm kỹ thuật Truyền hình cáp Việt Nam (VCTV) để phát sóng một số kênh truyền hình trên mạng truyền hình cáp SCTV. 
Năm 2005: SCTV triển khai dịch vụ truy cập internet trên mạng truyền hình cáp.
Năm 2008: Cung cấp dịch vụ truyền hình HDTV.
Năm 2010: SCTV đạt con số 1.000.000 khách hàng truyền hình cáp và 150.000 khách hàng Internet. Cũng trong năm này, SCTV mở rộng phạm vi hoạt động ra miền Trung, khởi đầu là Thành phố Đà Nẵng. 
Ngày 8 tháng 1 năm 2010: Công ty được chuyển đổi thành Công ty Trách nhiệm hữu hạn Truyền hình cáp Saigontourist (SCTV Co., Ltd) theo quyết định số 55/QĐ của Chủ tịch Ủy ban Nhân dân Thành phố Hồ Chí Minh.
Năm 2012: SCTV đã truyền dẫn phát sóng 72 kênh Analog, 132 kênh Kỹ thuật số đầu tiên tại Việt Nam, trong đó có 25 kênh HD. SCTV nhận Huân chương lao động hạng nhì của Chủ tịch Nước Chủ nghĩa xã hội Việt Nam.
Năm 2014: Truyền dẫn phát sóng 140 kênh Kỹ thuật số, trong đó có trên 30 kênh HD chất lượng cao; trở thành công ty tiên phong tại Việt Nam thử nghiệm phát sóng thành công dịch vụ truyền hình chất lượng 4K; là doanh nghiệp truyền hình đầu tiên tại Việt Nam được cấp phép triển khai loại hình dịch vụ Video theo yêu cầu (VOD – Video On Demand) trên hạ tầng cáp truyền hình sẵn có, thông qua thiết bị Hybrid box SCTV-VOD do SCTV tự nghiên cứu và phát triển.
Năm 2016 - 2017: Truyền dẫn phát sóng gần 200 kênh Kỹ thuật số, trong đó có trên 50 kênh HD siêu nét; trở thành công ty tiên phong tại Việt Nam phát sóng thành công dịch vụ truyền hình chất lượng 4K; đẩy mạnh dịch vụ Video theo yêu cầu VOD trên hạ tầng cáp truyền hình sẵn có, thông qua thiết bị SMART BOX SCTV-VOD do SCTV tự nghiên cứu và phát triển và phát triển truyền hình xem trên các thiết bị di động SCTV Online, cùng nhiều dịch vụ giá trị gia tăng OTT. Khánh thành trụ sở mới và phim trường quy mô lớn tại Quận 2 (nay là Thành phố Thủ Đức).
Tháng 3 năm 2017: Công ty Cổ phần Truyền hình cáp Hà Nội (Hanoicab) và SCTV đã đặt bút ký kết thỏa thuận hợp tác chiến lược với mục tiêu đầu tư, xây dựng, cung cấp đa dịch vụ truyền hình cáp và Internet tốc độ cao tại khu vực Thủ đô Hà Nội.

## Danh hiệu và Giải thưởng
- Huân chương lao động hạng nhất của Chủ tịch nước trao tặng.
- Huân chương lao động hạng nhì của Chủ tịch nước trao tặng.
- Cup vàng topten thương hiệu Việt.
- Giải Vàng giải thưởng Chất lượng Quốc gia hạng mục doanh nghiệp dịch vụ lớn.
- Bằng khen Thủ tướng Chính phủ.
- Thương hiệu quốc gia Việt Nam năm 2020.[6]

## Các dịch vụ trên mạng truyền hình cáp
- Truyền hình cáp Analog (hàng chục kênh truyền hình, thay đổi tùy theo khu vực)
- Truyền hình cáp kỹ thuật số DVB-C (173 kênh tại TP.HCM và các tỉnh thành, 144 kênh tại Hà Nội và 7 tỉnh lân cận)
- Truyền hình cáp kỹ thuật số DVB-T2 (gần 200 kênh truyền hình chuẩn HD và SD)
- Truyền hình Internet (OTT, IPTV, từ ngày 15/01/2025)
- SCTVNet - truy cập Internet băng thông rộng qua mạng cáp SCTV
- Cho thuê đường trục
- Quảng cáo
- SCTV Online
- Game

## Các kênh truyền hình cáp và ứng dụng trực tuyến

### Các kênh truyền hình đang phát sóng
| Kênh                             | Nội dung | Thông tin |
| -------------------------------- | --- | --- |
| SCTV Phim tổng hợp               | Kênh Phim tổng hợp | Phát sóng thử nghiệm từ ngày 27 tháng 8 năm 1992, ra mắt phát sóng từ ngày 1 tháng 4 năm 2002. Đây là kênh SCTV đầu tiên và duy nhất của SCTV lên sóng trước khi có các kênh SCTV khác. Từ ngày 1/2/2011, kênh đổi tên từ SCTV thành SCTV17. Từ ngày 26/5/2012, kênh SCTV17 đổi tên thành kênh SCTV Phim tổng hợp. Từ ngày 1/4/2016 đến 14/4/2024, kênh được liên doanh hợp tác giữa SCTV, Stylish Media & Asia Creative Communications. Trước ngày 16/04/2022, kênh SCTV Phim tổng hợp tồn tại 2 phiên bản: phiên bản SD là kênh SCTV Phim tổng hợp và phiên bản HD là kênh SCTV HD Phim tổng hợp. Từ ngày 18/11/2021 đến ngày 14/4/2024, kênh SCTV Phim tổng hợp chính thức ra mắt thương hiệu mới là SCTV Asia Top Series. Từ ngày 15/4/2024, SCTV Asia Top Series chính thức ngừng phát sóng, đồng thời kênh SCTV Phim tổng hợp chính thức trả lại cho SCTV. |
| SCTV1                            | Kênh hài chuyên biệt | Lên sóng từ ngày 1 tháng 12 năm 2005, với nội dung là Kênh giải trí tổng hợp. Kênh SCTV1 tạm ngừng phát sóng từ 2/4/2007 đến 31/12/2007 cho đến khi được phát sóng trở lại và thay đổi nội dung thành kênh Hài từ ngày 1 tháng 1 năm 2008. Hiện tại kênh đang phát sóng ở cả phiên bản SD với tên gọi là SCTV1, và phiên bản HD với tên gọi là SCTV1 HD (trước đây là SCTV HD Hài). |
| SCTV2 TodayTV                    | Kênh giải trí tổng hợp | Ban đầu, SCTV2 là Kênh Tư vấn Tiêu dùng, phát sóng từ ngày 1/8/2006. Kênh SCTV2 tạm dừng phát sóng từ ngày 2/4/2007 đến ngày 30/11/2008. SCTV2 lên sóng trở lại từ ngày 1 tháng 12 năm 2008 với nội dung là kênh truyền hình âm nhạc và giải trí dành cho giới trẻ, và kênh SCTV2 - YanTV lên sóng chính thức vào ngày 16 tháng 6 năm 2009. Đây là kênh truyền hình âm nhạc và giải trí dành cho giới trẻ, được chủ quản bởi Công ty Cổ phần Công nghệ và Tầm nhìn Yêu Âm nhạc (YAN Group). Ngay từ những năm đầu phát sóng kênh đã nhận được sự đón nhận nhiệt tình của khán giả đặc biệt là các khán giả trong độ tuổi thanh thiếu niên với nhiều chương trình hấp dẫn như YAN VPOP 20, We 10,... Sau gần 9 năm phát sóng, từ ngày 1 tháng 4 năm 2018, SCTV2 - YAN TV chính thức dừng hoạt động do thua lỗ. Kênh đã được bán lại cho Công ty Cổ phần Tập đoàn Yeah1 và được đổi tên thành UNI Channel. Từ ngày 1 tháng 6 năm 2018, kênh UNI Channel đột ngột dừng phát sóng. Trong khi đó, kênh SCTV2 phát nội dung phim truyện nước ngoài đến ngày 20 tháng 7 năm 2018. Từ ngày 21 tháng 7 năm 2018, kênh chính thức được mang thương hiệu mới là AMC (Asia Millennials Channel) duới sự vận hành của công ty cổ phần truyền thông Propensi thuộc tập đoàn Madison Media Group. Từ 0h00 ngày 1 tháng 9 năm 2020, AMC ngừng phát sóng sau 2 năm, kênh được trả lại cho SCTV. Từ ngày 26 tháng 6 năm 2021, SCTV2 có diện mạo và tên gọi mới là NET Stars, là sự hợp tác giữa SCTV và Công ty Cổ phần Nghe nhìn Toàn cầu (AVG). Từ 0h00 ngày 3 tháng 1 năm 2022, NET Stars ngừng phát sóng sau gần 1 năm, kênh đã được tiếp tục trả lại cho SCTV. Từ 0h00 ngày 14 tháng 1 năm 2025, kênh TodayTV chuyển sóng từ VTC7 sang SCTV2 sau khi Đài Truyền hình Kỹ thuật số VTC giải thể. |
| SCTV3 SEE TV                     | Kênh thiếu nhi | Ban đầu, SCTV3 là Kênh Giải trí tổng hợp, phát sóng từ ngày 1/7/2006. Kênh SCTV3 tạm dừng phát sóng từ ngày 2/4/2007 đến 31/5/2008. Kênh SCTV3 lên sóng trở lại với nội dung là kênh thiếu nhi từ ngày 1 tháng 6 năm 2008. Từ ngày 1/6/2008 đến ngày 31/12/2015, kênh được chủ quản bởi Creative Media với tên gọi là SaoTV. Từ 1 tháng 1 năm 2016, kênh Sao TV dừng phát sóng trên SCTV3, và được thay thế bằng kênh See TV. Trước năm 2016, kênh SCTV3 tồn tại 2 phiên bản: phiên bản SD là kênh SCTV3 và phiên bản HD là kênh SCTV HD Thiếu nhi. Từ năm 2018 đến 31/12/2024, kênh thuộc quản lý của Mykingdom (là thành viên của tập đoàn Việt Tinh Anh). Từ 01/01/2025, kênh See TV - SCTV3 ngừng phát sóng những nội dung của Mykingdom, và được trả lại cho SCTV. |
| SCTV4                            | Kênh truyền hình Văn hóa - Xã hội - Giải trí tổng hợp                                                                                              | Lên sóng thử nghiệm từ ngày 15 tháng 6 năm 2008, lên sóng chính thức từ ngày 8 tháng 8 năm 2008, ban đầu kênh được chủ quản bởi Công ty Cổ phần Tập đoàn Đại sứ trẻ (Yeah1 TV), từ 1 tháng 1 năm 2012 kênh ngừng phát sóng Yeah1 TV do không thỏa thuận được hợp đồng thuê sóng (do chi phí thuê kênh quá cao), đồng thời kênh SCTV4 được trả lại cho SCTV với định hướng là kênh giải trí tổng hợp. Trước năm 2016, kênh SCTV4 tồn tại 2 phiên bản: phiên bản SD là kênh SCTV4 và phiên bản HD là kênh SCTV HD Giải trí tổng hợp. Từ ngày 6/5/2017 đến 31/12/2017, kênh có diện mạo là G Channel. Từ ngày 1/1/2018, kênh Let's Việt chuyển sóng từ VTC9 sang SCTV4. Kênh được chủ quản bởi Công ty Cổ phần Truyền thông Đa phương tiện Lasta. Từ ngày 24/12/2018, kênh Let's Việt chính thức ngừng phát sóng trên kênh SCTV4, và được trả lại cho SCTV. |
| SCTV5 SCJ TV Shopping            | Kênh mua sắm | Ban đầu, SCTV5 là Kênh giải trí tổng hợp, phát sóng từ năm 2007. Kênh SCTV5 lên sóng trở lại từ ngày 10 tháng 9 năm 2008 với nội dung là kênh mua sắm, lấy tên gọi là TVS. Từ ngày 1 tháng 7 năm 2011, kênh được được chủ quản bởi Công ty TNHH SCJ TV Shopping (liên doanh giữa CJ O Shopping (Hàn Quốc) và SCTV) với tên gọi ban đầu là SCJ Life on. Từ tháng 6 năm 2020, SCJ chuyển đổi cơ cấu nhà đầu tư với 100% sở hữu thuộc Công ty Truyền hình cáp Saigontourist (SCTV). Từ ngày 01/01/2021, SCJ Life on đổi nhận diện thương hiệu thành SCJ TV Shopping. Ngày 18 tháng 3 năm 2021, kênh SCTV5 - SCJ Shopping nâng cấp lên tín hiệu HD trên cáp SCTV toàn quốc. |
| SCTV6 - Fim360                   | Kênh phim truyện và giải trí dành cho mọi lứa tuổi                                                                                                 | Phát sóng từ ngày 1/4/2008 với tên gọi SCTV6-SNTV, là kênh truyền hình âm nhạc giải trí tổng hợp được chủ quản bởi Công ty TNHH Truyền thông Sóng Mới. Từ ngày 21/5/2012, SNTV chính thức sáp nhập vào Tập đoàn IMC trở thành kênh truyền hình giải trí thế hệ mới. Từ ngày 20/2/2017, kênh SNTV chính thức được Tập đoàn IMC trả về cho SCTV để SCTV giữ nguyên nội dung cũ là kênh giải trí thế hệ mới. Trước năm 2017, kênh SCTV6 tồn tại 2 phiên bản: phiên bản SD là kênh SCTV6 và phiên bản HD là kênh SCTV HD Sóng nhạc. Từ ngày 1/7/2021, SCTV6 chuyển đổi nội dung với vai trò là kênh phim truyện và giải trí dành cho mọi lứa tuổi, tên thương hiệu mới là FIM360. Kênh do Công ty TNHH Truyền hình Cáp Saigontourist (SCTV) đồng hợp tác với Tập đoàn Công nghiệp – Viễn thông Quân đội (Viettel) và Ban biên tập Truyền hình đa phương tiện - Đài Truyền hình Việt Nam (VTVpcd) sản xuất, đồng thời phát sóng nâng cấp chuẩn HD từ ngày 24/8 cùng năm. Hiện tại, kênh SCTV6 đang có mặt trên ứng dụng TV360 truyền hình này có dành cho mọi lứa tuổi từ năm 2023 cho đến nay. |
| SCTV7 - SHOW TV                  | Kênh Sân khấu - Văn nghệ Tổng hợp khu vực Nam Bộ                                                                                                   | Phát sóng từ ngày 20 tháng 3 năm 2009. Trước ngày 1/9/2012, SCTV7 là Kênh Sân khấu Cải Lương với tên thương hiệu Sàn Diễn 360°. Từ ngày 1/1/2014, kênh được liên kết hợp tác bởi SCTV và Công ty Sao Phương Nam (STC). Từ ngày 1/7/2017, kênh SCTV7 đổi tên từ STC thành SHOW TV. Trước năm 2017, kênh SCTV7 tồn tại 2 phiên bản: phiên bản SD là kênh SCTV7 và phiên bản HD là kênh SCTV HD Sàn diễn. Từ ngày 1/3/2021, kênh tạm gỡ bỏ thương hiệu SHOW TV. |
| SCTV8 VITV                       | Kênh truyền hình chuyên biệt về Thông tin Kinh tế - Thị trường - Tài chính - Chứng khoán                                                           | Lên sóng từ ngày 15 tháng 3 năm 2009. Kênh được chủ quản bởi VIT Corporation. Trước ngày 30/4/2013, kênh được phát song song trên kênh VTC8. Năm 2019, kênh nâng cấp định dạng phát sóng từ SD lên HD. Từ ngày 26/8/2022 đến 30/1/2023, kênh bỏ logo màn hình VITV. Sau ngày 30/1/2023, logo màn hình VITV chính thức xuất hiện sau 5 tháng biến mất logo trên màn hình. |
| SCTV9                            | Kênh phim châu Á | Phát sóng từ ngày 1 tháng 4 năm 2009. Từ ngày 1/3/2015, kênh được liên kết hợp tác giữa SCTV và đài truyền hình TVB Hồng Kông (Trung Quốc). Một số phim hầu hết đều được lồng tiếng Việt. Hiện tại kênh đang phát sóng ở cả phiên bản SD với tên gọi là SCTV9, và phiên bản HD với tên gọi là SCTV9 HD (trước đây là SCTV HD Phim Châu Á). |
| SCTV10 VTV Hyundai Home Shopping | Kênh mua sắm | Lên sóng thử nghiệm vào ngày 1 tháng 6 năm 2009, phát sóng chính thức ngày 1 tháng 7 năm 2009, ban đầu kênh được chủ quản bởi Công ty TNHH Home Shopping Việt Nam (HSV). Trước đó là Home Shopping Network (HSN) từ 01/06/2009 đến 31/05/2010. Từ ngày 1 tháng 12 năm 2013, kênh được chủ quản bởi Công ty Cổ phần Truyền thông và Thương mại AZ Shop. Từ ngày 1 tháng 1 năm 2017, AZ Shop chuyển sang nâng cấp thành đổi tên SaoNam Shopping. Từ ngày 1 tháng 11 năm 2019, Sao Nam Shopping ngừng phát sóng, thay bằng cho chương trình của kênh VTV Hyundai Home Shopping. Từ ngày 1 tháng 1 năm 2022, VTV Hyundai Home Shopping phát song song trên VTVcab14. Từ ngày 16 tháng 9 năm 2023, VTV Hyundai Home Shopping ngừng phát sóng trên VTVcab14. Từ ngày 4 tháng 11 năm 2023, VTV Hyundai Home Shopping phát song song thêm trên VTVcab11. Từ ngày 1 tháng 1 năm 2024, VTV Hyundai Home Shopping ngừng phát sóng trên VTVcab11. Hiện tại, kênh chỉ còn phát cùng với VTVcab13 (nay là ON Home Shopping - VTVcab13 từ ngày 5/7/2024). |
| SCTV11 - TV STAR                 | Kênh giải trí tổng hợp | Phát sóng từ ngày 1/7/2009, với nội dung là kênh Hát trên truyền hình - KOD. Từ ngày 1/12/2013, SCTV11 thay đổi nội dung thành kênh Văn hóa - Nghệ thuật. Từ ngày 1/1/2016 đến ngày 26/12/2020, kênh mang nội dung giải trí tổng hợp, với tên gọi TV STAR do SCTV sản xuất chương trình. Trước năm 2017, kênh SCTV11 tồn tại 2 phiên bản: phiên bản SD là kênh SCTV11 và phiên bản HD là kênh SCTV HD Văn hóa và nghệ thuật (từ tháng 10/2017 đổi tên thành SCTV11 HD). Từ ngày 27/12/2020, kênh tạm gỡ bỏ thương hiệu TV STAR. |
| SCTV12                           | Kênh du lịch và khám phá | Phát sóng thử nghiệm vào ngày 25 tháng 7 năm 2009, phát sóng chính thức từ ngày 1 tháng 8 năm 2009. Trước năm 2017, kênh SCTV12 tồn tại 2 phiên bản: phiên bản SD là kênh SCTV12 và phiên bản HD là kênh SCTV HD Du lịch và khám phá (từ tháng 10/2017 đổi tên thành SCTV12 HD). |
| SCTV13                           | Kênh phụ nữ và gia đình | Phát sóng vào ngày 26 tháng 6 năm 2010. Trước 2017, SCTV13 có kênh thương hiệu là kênh TVF - Phụ nữ & Gia đình. Trước năm 2018, kênh SCTV13 tồn tại 2 phiên bản: phiên bản SD là kênh SCTV13 và phiên bản HD là kênh SCTV HD Phụ nữ và Gia đình (từ tháng 10/2017 đổi tên thành SCTV13 HD). Đến 10 tháng 1 năm 2024, LadyTV ngừng phát sóng trên kênh SCTV13 và được trả lại cho SCTV. |
| SCTV14 Kênh Phim Việt            | Kênh Phim Việt | Phát sóng thử nghiệm vào ngày 6 tháng 2 năm 2010, phát sóng chính thức ngày 13 tháng 6 năm 2010. Trước năm 2017, kênh SCTV14 tồn tại 2 phiên bản: phiên bản SD là kênh SCTV14 và phiên bản HD là kênh SCTV HD Phim (tức là SCTV HD Phim Việt, từ tháng 10/2017 đổi tên thành SCTV14 HD). Từ ngày 1/6/2017, kênh nâng cấp diện mạo và đổi tên thành Kênh Phim Việt. |
| SCTV15 SSPORT2                   | Kênh thể thao | Phát sóng thử nghiệm vào ngày 1 tháng 8 năm 2010, phát sóng chính thức ngày 1 tháng 9 năm 2010. Trước đây SCTV15 có 2 phiên bản: phiên bản HD là kênh SCTV HD Thể thao và phiên bản SD là kênh SCTV15. |
| SCTV16                           | Kênh phim nước ngoài đặc sắc | Lên sóng thử nghiệm vào ngày 26 tháng 6 năm 2010, phát sóng chính thức từ ngày 1 tháng 7 năm 2010. Từ ngày 1/1/2015, kênh được liên doanh sản xuất bởi SCTV và Fox International Channels (nay là Fox Networks Group) với thương hiệu Fox Action Movies - kênh chuyên phim điện ảnh bom tấn hành động Hollywood. Trước năm 2021, kênh SCTV16 tồn tại 2 phiên bản: phiên bản SD là kênh SCTV16 và phiên bản HD là kênh SCTV HD Phim nước ngoài đặc sắc. Từ ngày 1 tháng 1 năm 2021, Fox Action Movies ngừng phát sóng trên kênh SCTV16. Hiện tại, kênh SCTV16 đang phát lại các bộ phim điện ảnh nước ngoài cũ trên các kênh sóng của VTV cùng K+ và HBO. Kênh được phát sóng độc quyền trên hệ thống truyền hình cáp SCTV và HCATV. |
| SCTV17 SSPORT                    | Kênh thể thao | Lên sóng từ ngày 15 tháng 11 năm 2016. Trước đây, SCTV17 là kênh phim tổng hợp, được đổi tên thành kênh phim tổng hợp SCTV, phát sóng từ ngày 1/2/2011 đến ngày 27/5/2012. |
| SCTV18                           | Kênh truyền hình dành cho thanh thiếu niên | Phát sóng lần đầu từ ngày 1/2/2011 đến 25/5/2012, với nội dung là kênh thể thao. Kênh SCTV18 lên sóng với nội dung là kênh truyền hình dành cho thanh thiếu niên - Kênh 18, do SCTV sản xuất và biên tập nội dung vào ngày 20 tháng 12 năm 2016. Từ ngày 30/1/2023, kênh đã gỡ bỏ thương hiệu Kênh 18. |
| SCTV19 Channel T                 | Kênh truyền hình dành cho teen thời đại mới | Lên sóng vào lúc 18h00 vào ngày 10/10/2017 có tên thương hiệu là Channel T, do SCTV hợp tác với T Production sản xuất. |
| SCTV20                           | Kênh ca nhạc | Lên sóng thử nghiệm từ 25 tháng 10 năm 2017, lên sóng chính thức từ tháng 11 năm 2017. Kênh được chủ quản bởi Công ty VTC Công nghệ và Nội dung số (VTC Intecom). Trước ngày 25 tháng 10 năm 2017, kênh iTV được phát sóng trên kênh VTC13. Từ ngày 1 tháng 1 năm 2019, iTV chính thức dừng phát sóng, kênh SCTV20 được trả lại cho SCTV với định hướng là kênh ca nhạc. |
| SCTV21 VIỆT NAM KÝ ỨC            | Kênh truyền hình chuyên biệt về các chương trình lịch sử, văn hóa - nghệ thuật, đời sống xã hội của con người Việt Nam qua nhiều thời kỳ khác nhau | Lên sóng từ 29 tháng 7 năm 2019. |
| SCTV22 SSPORT1                   | Kênh thể thao dành cho giới trẻ | Lên sóng từ 1 tháng 1 năm 2019. |
| SCTV4K                           | Kênh truyền hình chuẩn 4K tổng hợp | Lên sóng từ 15 tháng 8 năm 2017. |

### Các kênh truyền hình đã ngừng phát sóng
| Kênh              | Nội dung                             | Thông tin |
| ----------------- | ------------------------------------ | --- |
| BTV3              | Kênh Giải trí                        | Bắt đầu phát sóng từ năm 2002. Từ ngày 01/07/2014 đến ngày 30/09/2018, kênh được SCTV quản lý. Từ ngày 01/03/2024, kênh BTV3 chính thức ngừng phát sóng. |
| BTV5 (HD) SSPORT3 | Kênh thể thao                        | Lên sóng vào năm 2007, là kênh thể thao của Đài Phát thanh và Truyền hình Bình Dương (BTV). Từ ngày 01/07/2014, kênh được SCTV hợp tác và thuê sóng. Từ ngày 27/01/2023, kênh SSPORT3 chính thức ngừng phát sóng. |
| VTC5              | Kênh phim truyện & giải trí tổng hợp | Kênh được SCTV hợp tác và thuê sóng với Đài Truyền hình Kỹ thuật số VTC từ ngày 15 tháng 12 năm 2015, với tên gọi là SofaTV, là kênh truyền hình dành cho phụ nữ, và chính thức lên sóng vào ngày 10 tháng 3 năm 2016. Ngày 10 tháng 4 năm 2017, phát sóng thử nghiệm kênh tvBlue, với sự hợp tác của Tập đoàn CJ Entertainment & Media (Hàn Quốc), kênh phát sóng các chương trình của tvN. Kênh chính thức phát sóng vào ngày 7 tháng 6 năm 2017 cho đến ngày ngừng phát sóng (ngày 2 tháng 7 năm 2018). Sau sự ra đi đột ngột của tvBlue, kênh được trả lại cho SCTV quản lý từ chiều ngày 2 tháng 7 năm 2018 đến nay, hiện tại kênh đang phát lại nội dung các chương trình của SCTV. Từ 00h00 ngày 01/04/2023, kênh VTC5 bị gỡ bỏ khỏi hệ thống của AVG và ứng dụng của NetHub. Từ 14h35 ngày 14/01/2025, SCTV ngừng hợp tác kênh VTC5 và trả lại cho đài. Từ 00h00 ngày 15/01/2025, kênh chính thức ngừng phát sóng, sau khi Đài Truyền hình Kỹ thuật số VTC kết thúc hoạt động và chuyển chức năng của Đài Truyền hình Việt Nam. |

### Ứng dụng trực tuyến
SCTV Online là ứng dụng cung cấp dịch vụ xem TV trực tuyến, video, các show truyền hình, phim bộ, phim lẻ...